# Umma mesumbei
Umma mesumbei – gatunek ważki z rodziny świteziankowatych (Calopterygidae).